# Biarjomand
Bīārjomand (farsi بیارجمند) è una città dello shahrestān di Shahrud, circoscrizione di Biarjomand, nella provincia di Semnan in Iran. Aveva, nel 2006, una popolazione di 2.246 abitanti. Si trova a est di Shahrud.